# Antichiropus whistleri
Antichiropus whistleri är en mångfotingart som beskrevs av Carl Graf Attems 1911. Antichiropus whistleri ingår i släktet Antichiropus och familjen orangeridubbelfotingar. Inga underarter finns listade i Catalogue of Life.